# 松平真乘
松平真乘（1546年－1582年4月6日）是日本戰國時代武將。大給松平家第5代當主。父親是松平親乘。幼名源次郎。

## 生平
在天文15年（1546年）出生，家中長男。很早就仕於德川家康（從兄弟），在平定遠州的戰事中，活躍於進攻掛川城。此外還參與姉川之戰、諏訪原城的戰鬥、三方原之戰、長篠之戰等多數德川家的主要合戰，並立下武功。天正8年（1580年），在進攻田中城並撤退時，殿軍的石川數正軍被朝比奈信置襲撃，在此時反撃並擊破敵軍。在天正10年（1582年）死去。享年37歲。家督由長男家乘。